# NGTS-3
NGTS-3とは、地球から1010パーセク離れた位置に存在する恒星である。NGTS-3はNGTS-3AとNGTS-3Bからなる連星であり、それぞれスペクトル分類はG6V、K1Vである。NGTS-3Aには1つの太陽系外惑星であるNGTS-3Abが次世代トランジットサーベイ（NGTS）、高精度視線速度系外惑星探査装置（HARPS）、SPECULOOSによる観測で発見され、周囲を公転していることが知られている。
| 太陽 | NGTS-3A   |
| ---- | --------- |
| 太陽 | Exoplanet |

## 惑星系
NGTS-3Aの周囲を公転しているNGTS-3Abの発見を公表する論文が2018年5月3日に投稿された。NGTS-3Abはトランジット法で発見された惑星である。NGTS-3Abは膨張したホット・ジュピターである。
| 名称 （恒星に近い順） | 質量         | 軌道長半径 （天文単位） | 公転周期 (日)   | 軌道離心率 | 軌道傾斜角        | 半径         |
| --------------------- | ------------ | ----------------------- | --------------- | ---------- | ----------------- | ------------ |
| b                     | 2.38±0.26 MJ | 0.023+0.0065 −0.0046    | 1.6753728±3e-06 | 0          | 89.56+0.31 −0.48° | 1.48±0.37 RJ |